# Валлетта
Валле́тта (мальт. Belt Valletta, англ. Valletta) — столица Республики Мальта, экономический и политический центр государства. Собственно город Валлетта имеет население 6444 (март 2014) человека (что составляет лишь 0,7 % от всего населения страны), в то время как в пригородах проживает почти 394 тысячи человек.

## Этимология
Названа в честь рыцаря, флотоводца, магистра ордена иоаннитов Жана Паризо де ла Валлетта, защитившего остров от турок в 1565 году и основавшего город, позднее названный в его честь. До начала 1970-х годов название передавалось как Ла-Валлетта.

## Природные условия
Валлетта располагается на северо-восточном побережье острова Мальта, на скалистом полуострове между двумя естественными бухтами Средиземного моря (Марсамшетт и Гранд-Харбор). Часть улиц города поднимается по склонам горы Скиберрас.
В столице господствует средиземноморский климат с жарким сухим летом (в июле температура достигает +36 °C) и мягкой дождливой зимой (температура не опускается ниже +4 °C). Годовая норма осадков — около 550 мм. В городе, как и во всей стране, нет рек; подземные воды частью засолены, поэтому населению приходится собирать дождевую воду для сельскохозяйственных нужд и использовать опреснительные установки.
Растительность бедная, в основном кустарниковая. Некоторые травы используются в фармацевтическом и парфюмерно-косметическом производстве.
| Показатель                                     | Янв. | Фев. | Март | Апр. | Май  | Июнь | Июль | Авг. | Сен. | Окт. | Нояб. | Дек.  | Год   |
| ---------------------------------------------- | ---- | ---- | ---- | ---- | ---- | ---- | ---- | ---- | ---- | ---- | ----- | ----- | ----- |
| Абсолютный максимум, °C                        | 22,2 | 26,7 | 33,5 | 29,1 | 35,3 | 40,1 | 42,7 | 43,8 | 37,4 | 34,5 | 28,2  | 23,9  | 43,8  |
| Средний суточный максимум, °C                  | 15,5 | 15,5 | 17,2 | 19,7 | 24,0 | 28,4 | 31,4 | 31,6 | 28,4 | 24,9 | 20,5  | 17,0  | 22,8  |
| Средняя температура, °C                        | 12,6 | 12,4 | 13,7 | 15,9 | 19,6 | 23,7 | 26,5 | 27,0 | 24,5 | 21,4 | 17,5  | 14,2  | 19,1  |
| Средний суточный минимум, °C                   | 10,5 | 10,1 | 10,9 | 12,7 | 15,6 | 19,1 | 21,5 | 22,3 | 20,6 | 18,1 | 14,8  | 12,0  | 15,7  |
| Абсолютный минимум, °C                         | 1,0  | 0,6  | 1,4  | 4,4  | 7,0  | 11,0 | 15,0 | 13,0 | 12,8 | 8,0  | 6,0   | 3,7   | 0,6   |
| Норма осадков, мм                              | 89,0 | 61,3 | 40,9 | 22,5 | 6,6  | 3,2  | 0,4  | 7,0  | 40,4 | 89,7 | 80,0  | 112,3 | 553,3 |
| Температура воды, °C                           | 14,5 | 14,5 | 14,5 | 16,1 | 18,4 | 21,1 | 24,5 | 25,6 | 25,0 | 22,2 | 19,5  | 16,7  | 19,4  |
| Источник: Погода и климат, Туристичский портал |      |      |      |      |      |      |      |      |      |      |       |       |       |

## Население, язык, вероисповедание
Жители Валлетты в основном являются мальтийцами — потомками финикийцев, в древности колонизировавших Мальту. Разговаривают в основном на двух языках — мальтийском и английском. Большинство граждан исповедуют католицизм.

## История
Берега острова Мальты представляют собой извилистую линию, изрезанную множеством удобных бухт. Этой географической особенностью объясняется то, что поселение, существующее на месте современной Валлетты, известно ещё с IX века до нашей эры, когда остров колонизировали финикийцы. На протяжении веков Мальта переходила из рук в руки: в VII веке до нашей эры она принадлежала грекам, с VI века до нашей эры — Карфагену, c 218 года нашей эры — Риму, затем её захватили вандалы, которых сменили византийцы, а в 869 году — арабы. Норманны, присоединившие в XI веке Мальту к Сицилии, стали её последними хозяевами, подарив остров в начале XVI века ордену иоаннитов.
История Валлетты начинается с того момента, когда малочисленные отряды мальтийских рыцарей под предводительством Жана де Ла Валлетта отразили нападение турецких войск, которые направил на завоевание архипелага Сулейман Великолепный. Победа досталась жителям Мальты достаточно дорого, приведя магистра к решению создать хорошо укреплённый город, который в будущем поможет противостоять натиску врагов.
Великий магистр лично заложил первый камень нового города 28 марта 1566 года. Щедрые пожертвования со всего христианского мира позволили вести строительные работы очень быстро. Строительством руководил итальянский архитектор Франческо Лапарелли, разработавший план Валлетты и получивший впервые за всю историю градостроительства в Европе возможность делать всё в соответствии с нормами и правилами архитектуры. Были сооружены специальные системы для отвода сточных вод и удаления мусора из города, что позволило вести работы, не накапливая строительных отходов. Планировка улиц была сделана таким образом, что морской бриз, проникая везде, очищал воздух, создавая эффект кондиционирования.
Сразу же был создан существующий по сей день специальный Департамент городского планирования, который жестко регламентировал все, что относилось к застройке. Департаментом было предписано ставить дома вдоль одной линии, украшать их по углам скульптурами, а во дворе устраивать колодец для сбора дождевой воды, запрещалось разводить сады перед фасадами.
Одновременно с возведением жилья и общественных зданий создавались инженерные оборонительные сооружения вокруг столицы: Кавальер Святого Иоанна, Форт Сант-Эльмо и другие. За пять лет эти работы были закончены, в том числе выкопали широкий ров, отделивший Валлетту от основной части острова. Длина рва составила 1000 метров, глубина 18 метров, а ширина — 20 метров.
С 1570 года строительство города продолжил ученик Лапарелли Джироламо Кассар. Под его руководством в Валлетте были построены дворцы и церкви. В Валлетте развивалась торговля, ремесла и искусство. Украшению Валлетты способствовало то, что, избавившись от угрозы турецких завоевателей, мальтийские рыцари вскоре стали заботиться о комфорте собственного проживания и занялись постройкой роскошных особняков и дворцов. В городе были разбиты сады и парки.
В 1769 году здесь был основан Мальтийский университет.
В 1798 году рыцари, утратившие боевой дух и дисциплину, не смогли, да и не захотели дать отпор войскам Наполеона. Напротив, многие из них оказали императору восторженный прием, так как имели французские корни. Подобное поведение рыцарей помогло Валлетте избежать разрушений и сохранить свой первозданный облик.
В 1800 году Валлетта вместе со всем островом перешла в руки англичан и оставалась под их властью до 1964 года. Во время Второй мировой войны город подвергся серьёзным разрушениям из-за налётов немецкой авиации. С 1974 года Валлетта стала официальной столицей Республики Мальта, получившей независимость.

## Культурное значение
Центральная улица города — улица Республики, получившая своё название в 1974 году (ранее она называлась Страда Сан-Джорджио, а при англичанах Кингзвэй или Страда Реале, последнее название было упомянуто в романе Жюля Верна «Архипелаг в огне»), проходит через центр и делит город пополам, заканчиваясь у Форта Святого Элмо, который был одним из главных защитных фортов Валлетты. В наши дни в форте расположен военный музей. Застройка улицы Республики представляет собой яркий образец южноевропейского стиля.
Городские ворота приводят на площадь Свободы, где справа располагается башня Кавальера Святого Джеймса, следом за ней находится рыцарское подворье Оберж-де-Кастий, являющееся резиденцией премьер-министра Мальты. Напротив площади Свободы находится Палаццо Феррерия — один из красивейших дворцов, возведенных в стиле итальянской классики, в котором ранее размещалась оружейная палата рыцарей. Чуть дальше можно увидеть здание королевской оперы.
Здание Оберж де Прованс, построенное в 1574 году во время правления рыцарей ордена Госпитальеров, являлось центром общественной жизни Мальты и называлось Юнион-клуб. Сейчас здесь располагается Национальный музей археологии.
Улица Республики пересекает несколько площадей: Площадь Великой осады, площадь Республики и Дворцовую площадь, где находится дворец Великого магистра, который строился в период с 1570 по 1580 годы. В настоящее время в этом здании размещается резиденция президента Мальты. Часть залов дворца открыта для посещения туристами. В Валлетте располагается единственный во всей стране университет, основанный в 1769 году и получивший мировое признание за качество преподавания медицинских наук. Также там расположен первый англиканский собор на острове — Собор Святого Павла.
Из прочих достопримечательностей стоит отметить Каса-Росса-Пиккола, один из последних не перестроенных дворцов на Мальте, и Церковь иезуитов, одну из старейших церквей города.

## Музыкальные фестивали
Каждый год в январе проводится Международный фестиваль барочной музыки в Валлетте.

## Города-побратимы
- Палермо, Италия[7]
- Родос, Греция[8]